# Mark Jamieson
Mark Jamieson (ur. 4 maja 1984 w Dandenong) – australijski kolarz torowy i szosowy, trzykrotny medalista torowych mistrzostw świata.

## Kariera
Pierwszy sukces w karierze Mark Jamieson odniósł w 2002 roku, kiedy zdobył dwa medale torowych mistrzostw świata juniorów: złoty w indywidualnym wyścigu na dochodzenie i srebrny w drużynie. W tej samej kategorii wiekowej na szosowych mistrzostwach świata był drugi w indywidualnej jeździe na czas. W 2005 roku wystąpił na mistrzostwach świata w Los Angeles, gdzie Australijczycy w składzie: Matthew Goss, Ashley Hutchinson, Stephen Wooldridge i Mark Jamieson wywalczyli brązowy medal w drużynowym wyścigu na dochodzenie. Na rozgrywanych rok później mistrzostwach świata w Bordeaux wspólnie Gossem, Wooldridge'em i Peterem Dawsonem zdobył w tej samej konkurencji złoty medal. W tym samym roku wraz z kolegami zdobył także srebrny medal podczas igrzysk Wspólnoty Narodów w Melbourne. Dwa lata później, na mistrzostwach świata w Manchesterze wraz z kolegami z reprezentacji zajął trzecie miejsce w drużynowym wyścigu na dochodzenie. W tej konkurencji Jamieson wystąpił również na igrzyskach olimpijskich w Pekinie, gdzie Australijczycy zajęli czwartą pozycję. W 2011 roku był czwarty w indywidualnej jeździe na czas podczas kolarskich mistrzostw Oceanii.